# Brattby (zuidelijk deel)
Brattby (zuidelijk deel) (Zweeds: Brattby (södra delen)) is een småort in de gemeente Umeå in het landschap Västerbotten en de provincie Västerbottens län in Zweden. Het småort heeft 77 inwoners (2005) en een oppervlakte van 25 hectare. Het småort bestaat uit het zuidelijke deel van de plaats Brattby. Langs het småort lopen de rivier de Ume älv en de Europese weg 12.